# 東京の地下鉄
東京の地下鉄（とうきょうのちかてつ）は、東京都特別区及びその周辺で運行されている地下鉄である。
本項では、以下の定義1の路線を中心に必要に応じて定義2の路線について解説する。
1. 東京地下鉄株式会社（東京メトロ）が経営する各路線及び東京都（東京都交通局）が経営する地下鉄（都営地下鉄）。
2. 定義1に加え、旧運輸省の都市交通審議会（後に運輸政策審議会を経て国土交通省の交通政策審議会に移行）において『東京○号線』の計画番号を与えられた路線。
3. 東京都特別区内のすべての地下鉄道路線。

## 概要
当初、東京の地下鉄の事業者は、東京地下鉄道及び東京高速鉄道の路線（現在の東京メトロ銀座線）を引き継いだ帝都高速度交通営団（交通営団、営団地下鉄）のみであった。東京都は、大都市公共交通公営主義の観点から営団の解体・併合を求めており、また地下鉄建設の計画を持っていた。また、沿線人口が増え、都心乗り入れを図る各私鉄会社は、太平洋戦争後に国鉄山手線内側に至る地下路線（既存自社路線の延伸として）の免許を相次いで申請した。仮に私鉄各社に免許申請を認めて、各社がそれぞれ独自に地下鉄を建設すると、首都・東京の都市計画に影響を来たすこと、営団のみではインフラストラクチャー整備に多額の費用が掛かり、地下鉄建設に対応できないことなどから、運輸省による行政指導が入り、最終的には運輸大臣の諮問機関である都市交通審議会で、都営地下鉄浅草線を皮切りに東京都交通局も地下鉄建設・経営に参入、各私鉄は独自に都心乗り入れするのではなく、同局並びに営団と相互乗り入れすることに決定された（戦後の経緯については「日本の地下鉄」の項も参照のこと）。計画路線には、1号線より順番に番号が与えられ、営団地下鉄・東京都交通局と、一部は相互乗り入れ先である私鉄により、路線が建設されていった。
帝都高速度交通営団は、2004年4月1日に特殊法人から民営化され、東京地下鉄株式会社（東京メトロ）となった。民営化により発足した東京メトロの大株主は、日本国政府（財務大臣）と東京都であり、東京都は都営地下鉄を運営する事業者であると同時に、もう一方の地下鉄事業者である東京メトロの株主でもある。同日から、東京メトロと都営地下鉄の駅には駅ナンバリングが導入され、各駅に路線を示すアルファベットと駅番号を示す2桁の数字が割り振られている（例：東京メトロ銀座線の渋谷駅には「G-01」）。また、それ以前より路線別にラインカラーが割り振られており（正式制定は1970年）、利用者の利便性を図っている。
こういった経緯により東京は1つの都市において民営と公営の2つの地下鉄事業者が存在しており、これは日本の都市の中では唯一である。路線数や利用者数・路線距離・駅数などはいずれも東京メトロの方が都営地下鉄よりも多い。このような現状は利用者にとってもわかりにくいことから、都営地下鉄と東京メトロの統合議論も存在するが、進展のない状況にある。
東京メトロと都営地下鉄の各路線は、両事業者で東京都23区内の大半を縦横無尽に結んでおり、東京メトロ副都心線と都営浅草線・都営地下鉄大江戸線を除く全ての地下鉄路線が都心の千代田区を経由する。両事業者の路線・駅数の合計は、世界各都市の地下鉄路線で4番目に多い。その数は、東京メトロ9路線180駅と都営地下鉄4路線106駅の総計13路線286駅（2020年6月6日現在）である。
なお、皇居の地下は、一部路線が皇居外苑をわずかにかすめる程度で、中心部は通っていない。これは、戦前からの皇居（宮城）に対する意識に加えて、仮に皇居の下に路線を建設しても駅が設置できず、さらに東京都心は皇居を囲むようにオフィス街や官庁街が広がっており、それらを経由して路線を敷設した方が多くの利用者が見込めるからである。それゆえ、永田町や霞が関、大手町付近などは複数の路線が集積し、地下鉄のジャンクション・ターミナル駅となっている。
また東京の地下鉄は、前述の通り私鉄（一部は旧国鉄・現JR東日本）との相互直通運転が前提となっており、集電方式が特殊な東京メトロの銀座線・丸ノ内線（共に集電方式が第三軌条式で標準軌）と都営地下鉄の大江戸線（リニアモーター式で標準軌）を除き、JR線・各私鉄線と軌間を合わせ、相互直通運転を実施している。大阪や名古屋などの他都市と比べて、相互直通運転が盛んに行われているといえる。

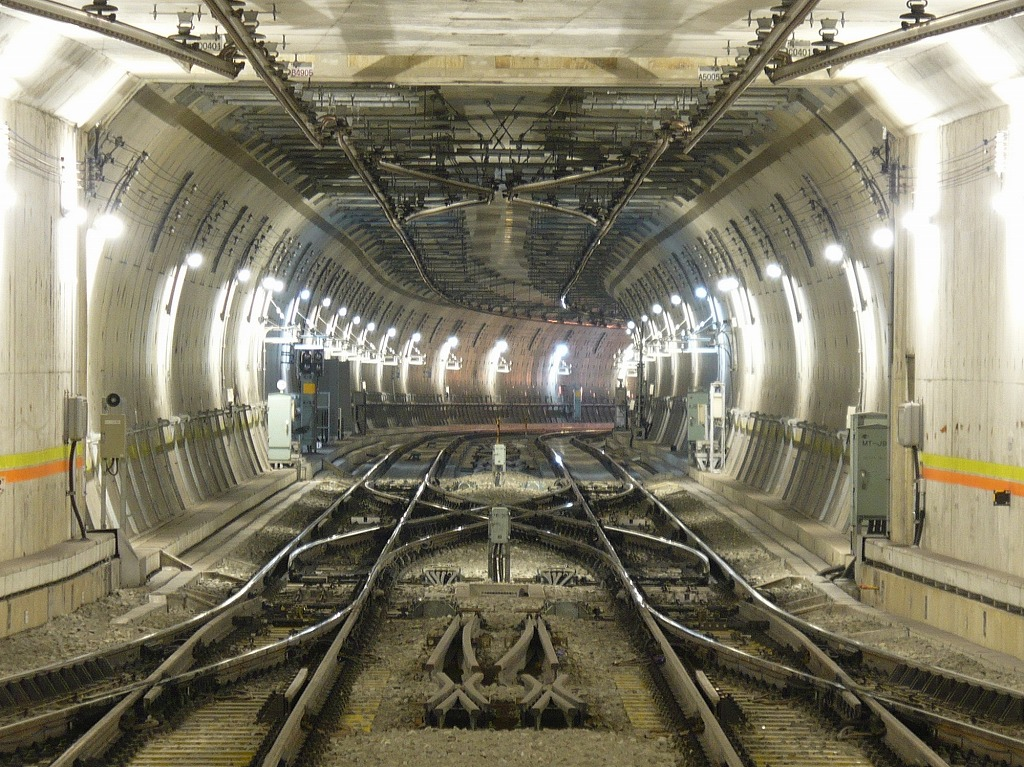
東京の地下鉄は直通運転のため郊外鉄道と同等の規格で建設されることが多い（副都心線）

## 沿革

東京の地下鉄路線網の変遷（ただしJR・私鉄などの開業・廃止は描写しておらず、2008年のものである）

- 1927年（昭和2年）12月30日 - 日本初およびアジア初となる地下鉄、銀座線の浅草 - 上野間（2.2km）が開業。当時は東京地下鉄道株式会社による運営。
- 1938年（昭和13年）
  - 4月2日 - 陸上交通事業調整法が公布。
  - 11月18日 - 東京高速鉄道株式会社が青山六丁目（現：表参道） - 虎ノ門間の地下鉄を開業。
- 1939年（昭和14年）
  - 1月15日 - 東京高速鉄道株式会社が虎ノ門 - 新橋間を開業。既に開通していた東京地下鉄道株式会社の新橋駅と並び乗換駅となる。
  - 9月16日 - 二社が並存していた新橋駅で東京地下鉄道株式会社の路線と相互乗り入れを実施。
- 1941年（昭和16年）
  - 7月4日 - 帝都高速度交通営団（営団地下鉄）設立。
  - 9月1日 - それまでの東京地下鉄道株式会社と東京高速鉄道株式会社の地下鉄路線が帝都高速度交通営団による運営となる。
- 1954年（昭和29年）1月20日 - 第二次世界大戦後初の開業となる、丸ノ内線の池袋 - 御茶ノ水間が開業。
- 1956年（昭和31年）8月 - 都市交通審議会答申第1号において、東京都交通局の地下鉄建設参入や地下鉄と郊外路線の相互乗り入れが決定する。
- 1960年（昭和35年）12月4日 - 都営地下鉄初の地下鉄路線となる、1号線（現・浅草線）の押上 - 浅草橋間が開業。同時に京成電鉄との日本初の大手私鉄との相互直通運転開始。
- 1968年（昭和43年）6月21日 - 1号線の延長部として京浜急行電鉄の品川 - 泉岳寺間が開業。1号線との相互乗り入れ開始。
- 1978年（昭和53年）7月1日 - 都営地下鉄の1号線を浅草線に、6号線を三田線に、10号線を新宿線に改称。
- 1995年（平成7年）3月20日 - 丸ノ内線、日比谷線、千代田線で、霞ケ関駅を中心に都内各地で地下鉄サリン事件が発生。12人が死亡（司法認定上）、数千人の負傷者を出し、終日混乱が続いた。
- 2004年（平成16年）4月1日 - 帝都高速度交通営団が民営化・株式会社化され、東京地下鉄株式会社（東京メトロ）が発足する。
- 2008年（平成20年）6月14日 - 東京メトロ発足後初の新規路線となる副都心線池袋 - 渋谷間が開業。

## 路線

### 東京メトロ・都営地下鉄の路線
|  |  |
|  |  |

以下の表では、冒頭の「定義1」の路線について、都市交通審議会の路線番号順に示す。
- 「色」「記号」は東京地下鉄（以下、表において「東京メトロ」）・都営地下鉄共通のラインカラー及び識別アルファベットを表す。

| 路線番号 | 開業順 | 色                  | 記号           | 事業者     | 路線名                | 区間                                        | キロ程             | 備考               |
| -------- | ------ | ------------------- | -------------- | ---------- | --------------------- | ------------------------------------------- | ------------------ | ------------------ |
| 1号線    | 3      |                     | A              | 都営地下鉄 | 浅草線                | 西馬込駅 - 押上駅                           | 18.3 km            |                    |
| 2号線    | 4      |                     | H              | 東京メトロ | 日比谷線              | 北千住駅 - 中目黒駅                         | 20.3 km            |                    |
| 3号線    | 1      |                     | G              | 東京メトロ | 銀座線                | 浅草駅 - 渋谷駅                             | 14.2 km            |                    |
| 4号線    | 2      |                     | M              | 東京メトロ | 丸ノ内線              | 池袋駅 - 荻窪駅                             | 24.2 km            |                    |
| 4号線    | 2      | Mb                  | 丸ノ内線分岐線 | 東京メトロ | 中野坂上駅 - 方南町駅 | 3.2 km                                      |                    |                    |
| 5号線    | 5      |                     | T              | 東京メトロ | 東西線                | 中野駅 - 西船橋駅                           | 30.8 km            | 終点側は千葉県内   |
| 6号線    | 6      |                     | I              | 都営地下鉄 | 三田線                | 白金高輪駅 - 西高島平駅                     | 24.2 km            |                    |
| 6号線    | 6      | 目黒駅 - 白金高輪駅 | I              | 都営地下鉄 | 三田線                | 2.3 km                                      | 第二種鉄道事業区間 |                    |
| 7号線    | 11     |                     | N              | 東京メトロ | 南北線                | 目黒駅 - 赤羽岩淵駅                         | 21.3 km            | [ 備考 1 ]         |
| 8号線    | 8      |                     | Y              | 東京メトロ | 有楽町線              | 和光市駅 - 小竹向原駅 - 新木場駅            | 28.3 km            | 起点付近は埼玉県内 |
| 9号線    | 7      |                     | C              | 東京メトロ | 千代田線              | 北綾瀬駅 - 代々木上原駅                     | 24.0 km            |                    |
| 10号線   | 10     |                     | S              | 都営地下鉄 | 新宿線                | 新宿駅 - 本八幡駅                           | 23.5 km            | 終点付近は千葉県内 |
| 11号線   | 9      |                     | Z              | 東京メトロ | 半蔵門線              | 渋谷駅 - 押上駅                             | 16.8 km            |                    |
| 12号線   | 12     |                     | E              | 都営地下鉄 | 大江戸線              | 都庁前駅 - 清澄白河駅 - 都庁前駅 - 光が丘駅 | 40.7 km            |                    |
| 13号線   | 13     |                     | F              | 東京メトロ | 副都心線              | 和光市駅 - 小竹向原駅 - 渋谷駅              | 11.9 km            | 起点付近は埼玉県内 |

1. 1 2  目黒駅 - 白金高輪駅間は南北線と三田線の共用区間で、東京メトロ（南北線）が第一種鉄道事業者、東京都交通局（三田線）が第二種鉄道事業者である。
2. 1 2  都市交通審議会の記述では、和光市駅 - 小竹向原駅間は13号線（副都心線）の区間となっているが、実際には有楽町線と副都心線の共用区間として運行されている。なお、共用区間の営業キロは先に開業した有楽町線に含め、副都心線の営業キロは小竹向原駅 - 渋谷駅間のものとしている（共用区間を含めない）。
3. ↑  副都心線開業前は先行開業していた小竹向原駅 - 池袋駅間を有楽町線新線として営業していた。

### 2事業者以外の路線
以下の表では、冒頭の「定義2」の路線のうち、上表に含まれない路線について、都市交通審議会の路線番号順に示す。いずれも東京メトロまたは都営地下鉄と直通運転を行っている。
なお、都市交通審議会の路線表記では直通運転される地上区間を含める場合があるが、ここでは日本地下鉄協会の地下鉄営業路線現況（2019年4月現在） (PDF) における「地下鉄営業キロ」に掲げられた区間について示す。なお、東葉高速鉄道東葉高速線は「東京5号線」の一部で東京メトロ東西線の実質的な延伸区間であるが、全区間東京都の区域外であり、日本地下鉄協会が「地下鉄営業キロ」に含んでいないため本表からは除外している。また、小田急電鉄小田原線代々木上原駅 - 梅ヶ丘駅間および成城学園前駅付近、京王電鉄京王線柴崎駅 - 相模原線京王多摩川駅間の地下区間も、都市計画上はそれぞれ9号線・10号線として連続立体交差事業が行われているものの、「地下鉄営業キロ」に含まれていないため同様に除外している。
| 路線番号 | 色 | 記号 | 会社名       | 路線名             | 区間                    | キロ程  | 備考                                                                                       |
| -------- | -- | ---- | ------------ | ------------------ | ----------------------- | ------- | ------------------------------------------------------------------------------------------ |
| 1号線    |    | KK   | 京浜急行電鉄 | 本線               | 品川駅 - 泉岳寺駅       | 1.2 km  | 鉄道要覧では「本線（品川駅 - 浦賀駅間）の支線」扱い                                        |
| 7号線    |    | SR   | 埼玉高速鉄道 | 埼玉高速鉄道線     | 赤羽岩淵駅 - 浦和美園駅 | 14.6 km | 起点付近をのぞき大半が埼玉県内                                                             |
| 8号線    |    | SI   | 西武鉄道     | 西武有楽町線       | 練馬駅 - 小竹向原駅     | 2.6 km  |                                                                                            |
| 10号線   |    | KO   | 京王電鉄     | 京王線（京王新線） | （新線）新宿駅 - 笹塚駅 | 3.6 km  | 「地下鉄営業キロ」上では新宿 - 幡ヶ谷間2.7 km 鉄道要覧では「京王線の複々線区間の一部」扱い |
| 11号線   |    | DT   | 東急電鉄     | 田園都市線         | 渋谷駅 - 二子玉川駅     | 9.4 km  | 旧「新玉川線」区間                                                                         |

## 乗り入れ区間
- 日比谷線

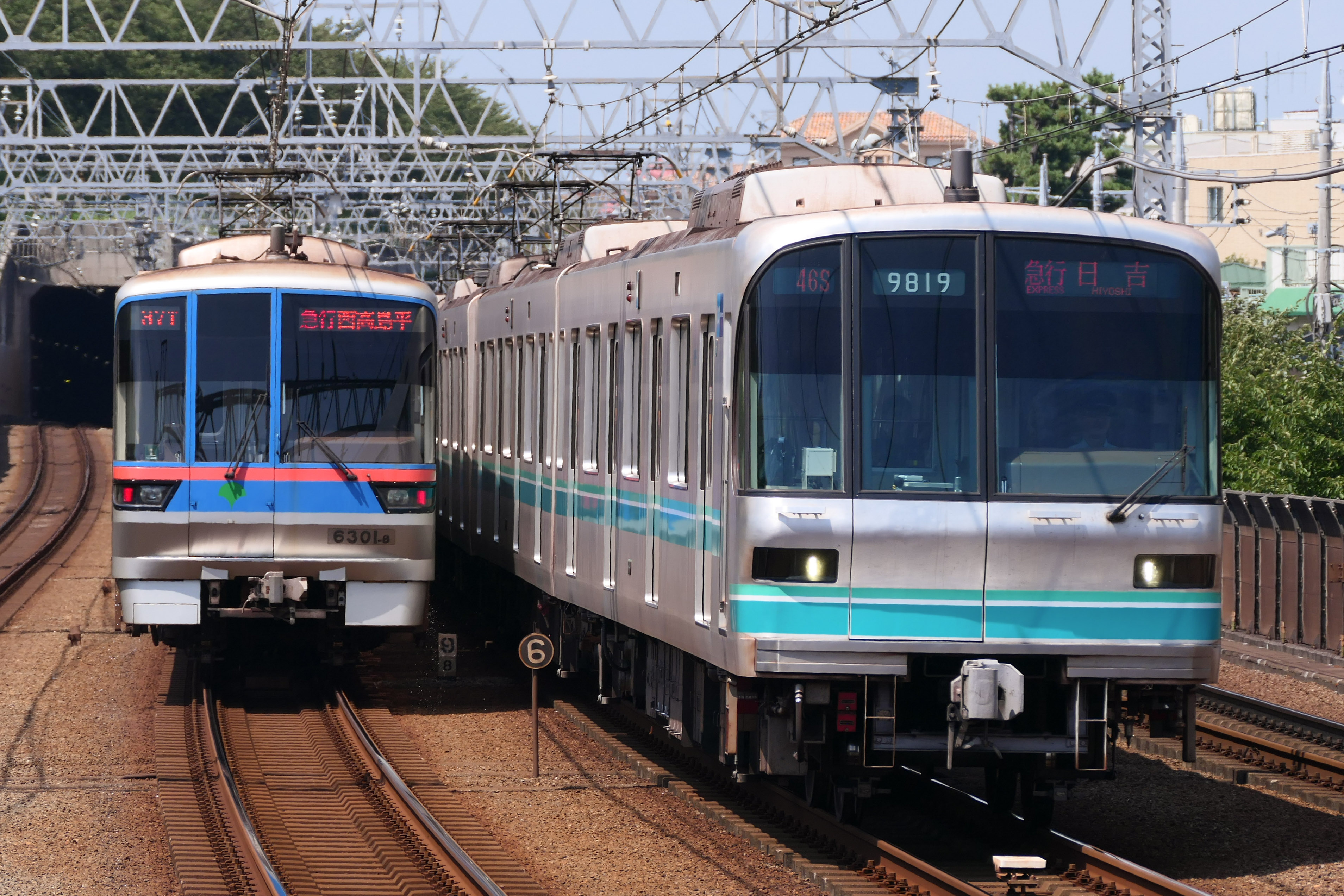
東急目黒線へ乗り入れる東京メトロ南北線（右）と、都営三田線（左）
（田園調布駅 - 多摩川駅 2019年8月）

  - 東武鉄道伊勢崎線・日光線（北千住駅 - 南栗橋駅[注 6]）
- 東西線
  - 東日本旅客鉄道中央本線（中野駅 - 三鷹駅）
  - 東日本旅客鉄道総武本線（西船橋駅 - 津田沼駅）
  - 東葉高速鉄道東葉高速線（西船橋駅 - 東葉勝田台駅）
- 千代田線
  - 東日本旅客鉄道常磐線（綾瀬駅 - 取手駅）
  - 小田急電鉄小田原線・多摩線（代々木上原駅 - 唐木田駅・伊勢原駅[注 7]）
- 有楽町線
  - 東武鉄道東上本線（和光市駅 - 森林公園駅）
  - 西武鉄道西武有楽町線・池袋線（小竹向原駅 - 飯能駅）
- 半蔵門線
  - 東急電鉄田園都市線（渋谷駅 - 中央林間駅）
  - 東武鉄道伊勢崎線・日光線（押上駅 - 久喜駅・南栗橋駅）
- 南北線
  - 東急電鉄目黒線・東横線・東急新横浜線・相模鉄道相鉄新横浜線・本線・いずみ野線 （目黒駅 - 海老名駅・湘南台駅）
  - 埼玉高速鉄道埼玉高速鉄道線（赤羽岩淵駅 - 浦和美園駅）
- 副都心線
  - 東武鉄道東上本線（和光市駅 - 小川町駅）
  - 西武鉄道西武有楽町線・池袋線（小竹向原駅 - 飯能駅[注 8]）
  - 東急電鉄東横線・横浜高速鉄道みなとみらい線（渋谷駅 - 元町・中華街駅）
  - 東急電鉄東横線・東急新横浜線・相模鉄道相鉄新横浜線・本線・いずみ野線（渋谷駅 - 海老名駅・湘南台駅）
- 浅草線
  - 京浜急行電鉄本線・空港線・久里浜線・逗子線（泉岳寺駅 - 羽田空港第1・第2ターミナル駅・三崎口駅・逗子・葉山駅）
  - 京成電鉄押上線・本線・東成田線・芝山鉄道芝山鉄道線（押上駅 - 京成成田駅 - 成田空港駅・芝山千代田駅）
  - 京成電鉄押上線・本線・北総鉄道北総線・京成電鉄成田空港線（押上駅 - 印旛日本医大駅 - 成田空港駅）
- 三田線
  - 東急電鉄目黒線・東横線・東急新横浜線・相模鉄道相鉄新横浜線・本線・いずみ野線（目黒駅 - 海老名駅・湘南台駅）
- 新宿線
  - 京王電鉄京王新線・京王線・相模原線・高尾線（新宿駅（新線新宿駅） - 橋本駅・高尾山口駅）

## 使用車両
東京の地下鉄で使用される車両は自社所有及び直通運転を行う鉄道会社所有のもので、外観も独特なものが多い。地下鉄路線のほとんどはトンネル内径が狭く非常時に列車側部に脱出することができないため、列車の先頭部と最後部の双方に非常時脱出用貫通扉の設置が義務付けられた地下鉄等旅客車が導入・運行されている。
以下に自社所有で現在運転を行っている営業車両のみを挙げる。相互乗り入れ路線の車両及び過去に走っていた車両は該当路線を参照。
- 東京メトロ
  - 銀座線
    - 1000系

  - 丸ノ内線
    - 2000系

  - 日比谷線
    - 13000系

  - 東西線
    - 05系
    - 07系
    - 15000系

  - 千代田線
    - 16000系
    - 05系（旧北綾瀬支線用）

  - 有楽町線・副都心線
    - 10000系
    - 17000系

  - 半蔵門線
    - 8000系
    - 08系
    - 18000系

  - 南北線
    - 9000系
- 都営地下鉄
  - 浅草線
    - 5500形

  - 三田線
    - 6300形
    - 6500形

  - 新宿線
    - 10-300形

  - 大江戸線
    - 12-000形
    - 12-600形

## 連携・提携など

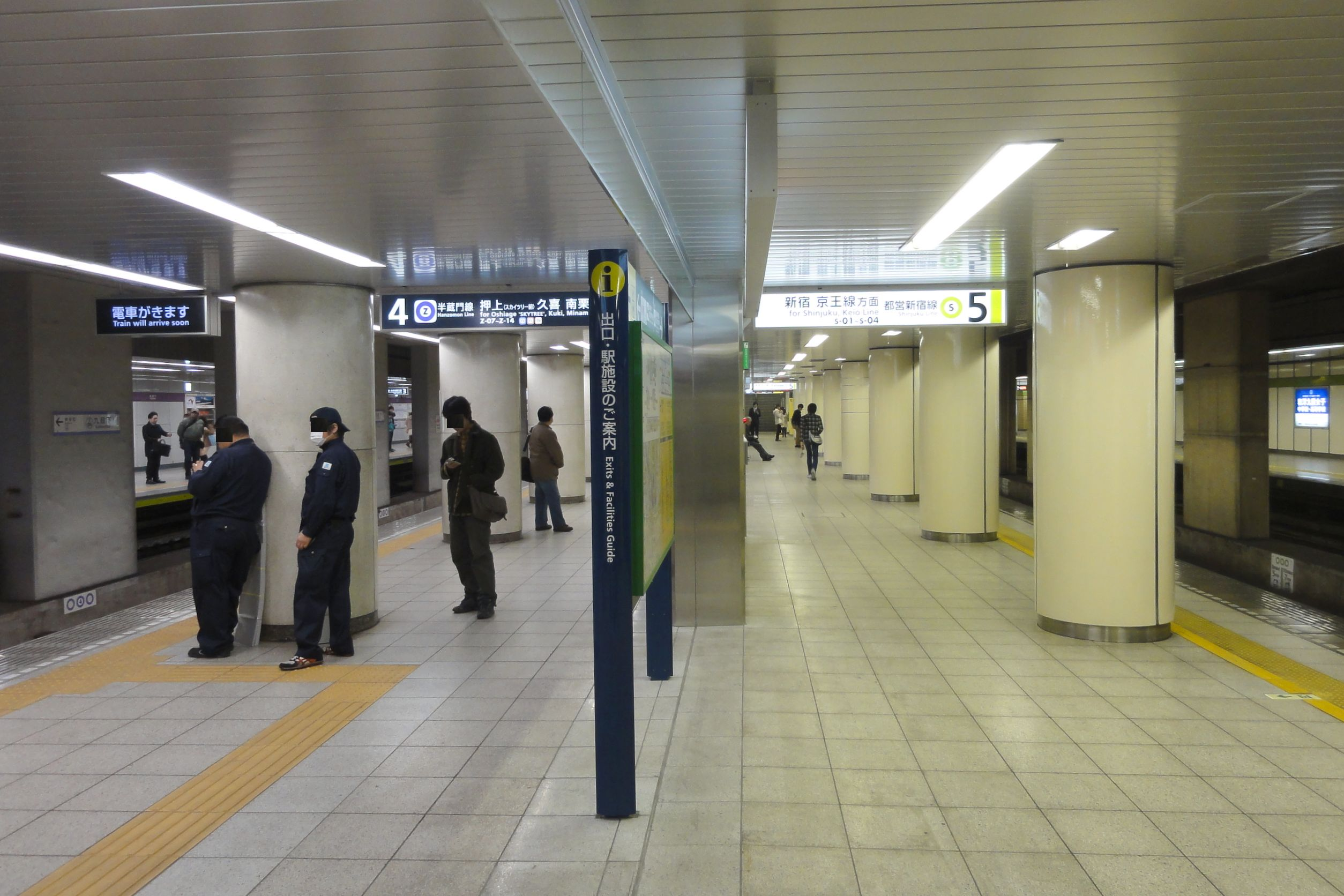
東京メトロと都営地下鉄を隔てる壁が撤去された九段下駅のホーム

2つの事業者が存在することから、割引運賃の設定や共通フリーきっぷの発売など、様々な連携や提携が実施されている。また東京都から、多重行政解消のため、両者の一元化が提起されることがあるものの、都営地下鉄の莫大な建設負債問題があり、東京メトロや国土交通省が難色を示している。
他方、2010年から2011年にかけて実施された協議では、当時の副知事猪瀬直樹が求めていた一元化については先送りとされたものの、東京都の承諾なしでの東京メトロの株式売却を阻止し、乗継割引額の引き上げや、両者間の連絡駅の拡充などの実施について合意した。
2017年6月には、同年に東京メトロの社長に就任した山村明義が、都営地下鉄との運賃の通算化（乗り継ぎの場合に初乗り料金を二重に徴収するのをやめ、どちらかの料金体系で運賃を決定すること）について検討を進めていることを明らかにしたが、両事業者にとって減収要因となるという問題もあり、実現には困難が予想されている。

## 他の地下路線

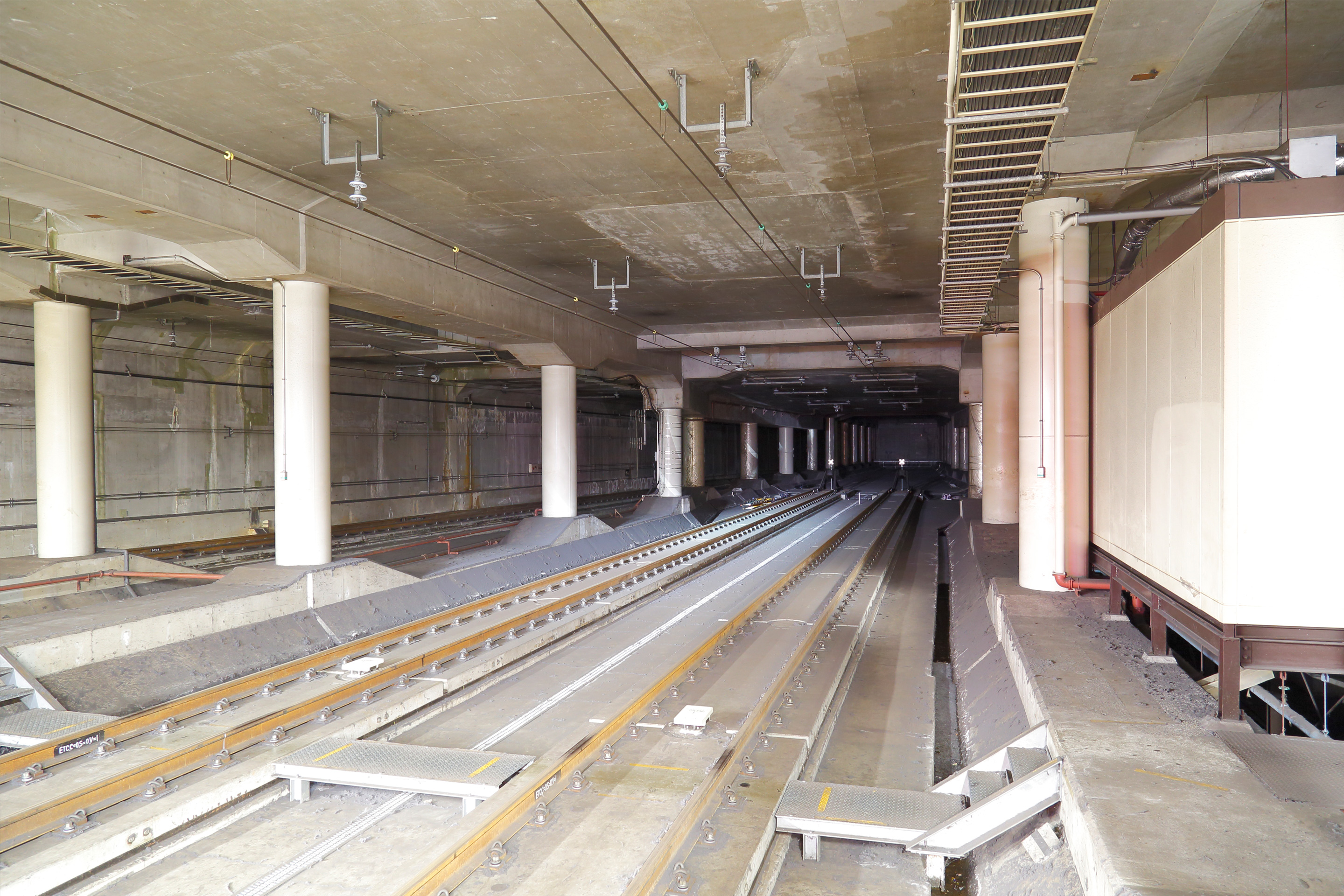
東京には狭義の「地下鉄」以外にも地下路線が多い（京葉線の東京駅構内）

日本地下鉄協会の地下鉄営業路線の現況 (PDF) において、同協会が「地下鉄」と認識している東京都特別区内の鉄道路線・区間（日本地下鉄協会会員の運営する地下路線・区間）には、上述のほかに以下のものがある。
- 東日本旅客鉄道（JR東日本）
  - 横須賀線・総武快速線（品川駅 - 両国駅[注 10]間）
  - 京葉線（東京駅 - 潮見駅間）
- 東京臨海高速鉄道 りんかい線
- 京成電鉄 本線（京成上野駅 - 日暮里駅間）

これらの路線は、建設の経緯（地下鉄乗り入れを目的としないターミナル部の地下化や貨物線の旅客化など）から「都市交通審議会」でも「東京○号線」の呼称が与えられておらず、一般的に「地下鉄」とはあまり認識されていない。東京臨海高速鉄道りんかい線は大半が地下路線であるが、国土交通省の統計資料などでは「地下鉄」と認識されていない。
また、このほか日本地下鉄協会の会員ではない鉄道事業者が運行する地下路線として、首都圏新都市鉄道つくばエクスプレスの秋葉原駅 - 八潮駅間（北千住駅付近を除く）や東京モノレールの整備場駅 - 羽田空港第2ターミナル駅間と天空橋駅付近の地下区間などがある。